# Doraemon (anime)
Doraemon là loạt phim hoạt hình dài tập được sản xuất dựa trên bộ truyện tranh cùng tên của Fujiko F. Fujio, được phát sóng trên kênh Nippon TV vào năm 1973 và TV Asahi từ năm 1979. Phim đã có hàng nghìn tập với ba giai đoạn trình chiếu: 1973, 1979–2005 và từ 2005 đến nay. Lấy bối cảnh xã hội Nhật Bản trong một khu phố nhỏ ở Tokyo, phim phản ánh tình bạn của nhóm bạn Nobita–Doraemon–Shizuka–Jaian–Suneo cũng như các mối quan hệ gia đình, họ hàng, thú nuôi trong nhà. Nhiều yếu tố khoa học viễn tưởng cũng được tác giả đưa vào phim thông qua các bảo bối, gợi lên niềm say mê khám phá khoa học trong lòng khán giả nhỏ tuổi.
Song song với loạt phim hoạt hình ngắn, nhà sản xuất còn cho ra mắt những tập phim dài đều đặn vào mỗi năm kể từ năm 1980 cho đến nay (trừ năm 2005 và 2021). Khác với những tập phim ngắn về những mẩu chuyện hài hước, vui nhộn của nhóm bạn Nobita, các phim dài thường mang đậm màu sắc phiêu lưu; các nhân vật quen thuộc thực hiện các chuyến du ngoạn đến những xứ sở nguy hiểm, kỳ quái vì vậy họ phải xiết chặt tình đoàn kết để vượt qua hiểm nguy. Các tập phim sau khi ra mắt đã được giới chuyên môn và nhiều khán giả đánh giá cao, phim đã được mua bản quyền và phát sóng ở nhiều quốc gia. Phim đã được chuyển thể thành nhiều phiên bản trò chơi điện tử và một vở nhạc kịch ra mắt vào năm 2008.

## Lịch sử

### Loạt phim 1973
Loạt phim này là một nỗ lực thất bại của hãng Nippon TV trong việc chuyển thể bộ truyện cùng tên (?). Loạt phim kéo dài 6 tháng với 52 tập (trên 26 buổi phát sóng) bắt đầu từ tháng 4 đến cuối tháng 9 năm 1973, trong đó mỗi tập kéo dài khoảng 15 phút. Tuy nhiên nó đã phải ngừng phát sóng vì nhiều thiếu sót trong quá trình làm phim, bị đánh giá thấp và không thực sự phổ biến với phần đông người xem cũng như những người hâm mộ bộ truyện gốc. Sau khi hủy phát sóng, Doraemon vẫn chỉ được biết đến như một truyện tranh đơn thuần cho đến khi loạt phim chuyển thể mới thành công hơn của TV Asahi được ra mắt.
Mở đầu mỗi buổi phát sóng là khung cảnh vui nhộn khi Doraemon theo cỗ máy thời gian xuất hiện từ ngăn kéo hộc bàn của Nobita, sau đó dạo chơi quanh phố và làm mọi người ngạc nhiên trong hình dáng và những hành động kì lạ: Cậu giả làm ngáo ộp hù dọa chú chó, khiến đội bóng chày của Nobita ngạc nhiên đến nỗi ngừng chơi, người bán hàng cho Shizuka đánh rơi con cá. Cậu làm loài mèo khiếp sợ, bay cùng lũ chim trên chiếc chong chóng tre, đi trên mái nhà và bắt gặp cô mèo dễ thương. Doraemon dùng bảo bối để trừng phạt Jaian vì đạp lên mặt cậu nhưng lại bị Suneo dùng chuột hù dọa và bỏ chạy đến nhà trường và bám chặt vào kim đồng hồ.

### Loạt phim 1979–2005
Tính đến thời điểm hiện tại, loạt phim Doraemon 1979–2005 là loạt phim Doraemon tồn tại lâu nhất với 1787 tập (trên 1049 buổi phát sóng) từ ngày 2 tháng 4 năm 1979 đến ngày 18 tháng 3 năm 2005, trong đó mỗi tập kéo dài khoảng 10 phút. Phim do hãng TV Asahi phối hợp với công ty Fujiko Production và Shogakukan sản xuất, gồm hai phần được phát sóng riêng biệt. Loạt phim chiếu hàng tuần được phát sóng từ ngày 8 tháng 4 năm 1979 đến ngày 18 tháng 3 năm 2005. Trong khi đó, loạt phim chiếu hàng ngày chỉ được duy trì từ ngày 2 tháng 4 năm 1979 đến ngày 23 tháng 9 năm 1981 với 617 tập. Ban đầu, loạt phim hàng tuần (chiếu vào chủ nhật) chỉ phát sóng lại một số tập trong loạt phim hàng ngày. Sau khi loạt phim hàng ngày kết thúc, loạt phim hàng tuần đã chuyển đổi khung giờ phát sóng và chính thức ra những tập phim mới. Ngoài ra, một số tập Đội quân Doraemon cũng được phát hành, mở đầu là tập phim 2112: Doraemon ra đời năm 1995. Một số tập khác cũng được ra mắt cùng với những tập phim Doraemon chiếu ở rạp hoặc trong những bộ DVD. Đến ngày 25 tháng 3 năm 2005, tập phim cuối cùng của giai đoạn này được phát sóng.
Mở màn của mỗi buổi phát sóng là nền nhạc Doraemon no Uta, Doraemon và Nobita bay trên quả bóng bay khổng lồ và thổi bong bóng xà phòng bay qua tháp truyền hình Tokyo, qua gầm cầu, đến với những đám hoa bồ công anh, sau đó dùng chong chóng tre bay trên những đám mây dày đón ánh mặt trời rực rỡ.

### Loạt phim 2005–nay
Năm 2005, hãng truyền hình TV Asahi đã công bố các seiyū mới để lồng tiếng cho nhân vật của Doraemon, họ thay thế cho những diễn viên lồng tiếng đã làm việc liên tục gần 20 năm trước đó. Thực chất những thay đổi này chỉ là một sự tiếp nối trong quá trình sản xuất phim. Loạt phim mới bắt đầu phát sóng chính thức vào ngày 15 tháng 4 năm 2005. Cho đến nay, loạt phim này đã có hơn 1400 tập, trong đó nhiều tập là phiên bản làm lại từ những tập trong loạt phim kề trước.

## Nội dung và nhân vật

### Nội dung
Doraemon là một chú mèo máy do Sewashi, cháu ba đời của Nobita, gửi về quá khứ để làm bạn và giúp đỡ Nobita tiến bộ. Điều đó sẽ giúp cải thiện hoàn cảnh của con cháu Nobita sau này. Những câu chuyện trong Doraemon thường có một công thức quen thuộc xoay quanh những rắc rối hay xảy ra với cậu bé Nobita lớp bốn, nhân vật chính của bộ truyện và mèo máy Doraemon sẽ dùng những bảo bối chứa trong chiếc túi thần kỳ trước bụng để giải nguy cho cậu ta. Thông thường mỗi tập phim đều có cảnh Nobita chạy về nhà khóc lóc và kể lể cho bạn mèo máy nghe những uất ức cậu gặp phải ở trường hoặc những xui xẻo trong cuộc sống. Sau khi nghe lời van nài, thúc giục hoặc bị ép giúp đỡ bằng những cách thức nhiều khi có phần mưu mẹo dùng Dorayaki để Doraemon sẽ đưa ra một bảo bối giúp Nobita giải quyết những rắc rối với lời dặn dò mà Nobita thường hay phớt lờ đi. Cậu ta vốn hậu đậu lại nhanh nhảu đoảng, nên sẽ dùng bảo bối này giải quyết vấn đề đi quá mức dự tính của Doraemon, thậm chí có khi rắc rối mới nghiêm trọng hơn rắc rối hiện tại. Cũng có lúc, Suneo và Jaian, hai người bạn tinh quái, lợi dụng sơ hở của Nobita để lấy trộm bảo bối và sử dụng chúng theo ý muốn của mình. Tuy nhiên kết quả cuối cùng vẫn là cảnh người sử dụng bảo bối sai mục đích và cách sử dụng sẽ phải hứng chịu hậu quả do mình gây ra.
Cứ vài tháng một lần, Nobita lại tỏ quyết tâm "làm lại cuộc đời" nhưng quyết tâm mãi không đi đến đâu chỉ vì tính biếng nhác và ham ngủ của Nobita vẫn còn. Rồi bất chợt một tình tiết bất ngờ xảy ra giúp cậu bé có thêm bản lĩnh và nghị lực. Một vài tập phim còn đề cập đến những vấn đề thời sự trong xã hội đương đại khá nghiêm chỉnh như chiến tranh vũ trụ hay bảo vệ môi trường - một trong những câu chuyện này đã được phát triển thành những bộ phim dài.

### Nhân vật
Về cơ bản, những nhân vật trong phim không có nhiều khác biệt với bộ truyện gốc. Các nhân vật chính trong phim không có nhiều mối quan hệ xã hội quá phức tạp. Ngoài Doraemon, bốn nhân vật khác trong nhóm bạn Nobita đều là những học sinh tiểu học với những mối quan hệ bạn bè. Không có một sự phân cách rõ ràng trong số các nhân vật này tuy đôi lúc Jaian và Suneo dường như tách ra khỏi nhóm để theo đuổi mục đích riêng, bên cạnh đó cũng không hiếm lần Suneo đối nghịch với Jaian trong các tập phim ngắn. Mặc dù Jaian và Suneo hay bắt nạt Nobita nhưng khi đối mặt với nguy hiểm tất cả họ đều đoàn kết và đặt tập thể lên trên. Các nhân vật phụ trong phim đều xoay quanh những mối quan hệ với các nhân vật chính. Vai trò của họ khá quan trọng trong sự thành công của loạt phim, đặc biệt là bố mẹ Nobita, thầy giáo, Dekisugi và Dorami. Ngoài ra, số lượng các nhân vật không phải con người cũng khá phong phú. Đó có thể là những loài động-thực vật hoặc rôbốt được nhân cách hóa, một số nhân vật lấy cảm hứng từ truyền thuyết, văn học hay thậm chí là những hình tượng trừu tượng như gió. Trong mỗi giai đoạn phát sóng, những nghệ sĩ lồng tiếng cho một số nhân vật phụ vẫn được giữ cố định giống như đối với các nhân vật chính. Công nghệ tạo hình ngày càng hoàn thiện với những kĩ thuật mới, một số tập phim ngắn 3D (３Ｄショートムービー) cũng được sản xuất.

## Phim điện ảnh
Bên cạnh các loạt phim hoạt hình ngắn, Doraemon cũng có các tập phim chủ đề với thời lượng từ 95 đến 120 phút mỗi tập, được ra mắt lần đầu tiên trong năm 1980 và công chiếu định kỳ vào tháng 3 hàng năm. Riêng năm 2005, không có bộ phim nào được phát hành, do sự chuyển tiếp giữa hai giai đoạn 1979-2005 và 2005-nay. Kể từ năm 2006, các tập phim dài tiếp tục được công chiếu đều đặn, và đây cũng là dự định đã được ấp ủ từ lâu của tác giả Fujimoto. Trong các bộ phim dài, Nobita và các bạn đã quay về thời kỳ khủng long, đến những nơi xa xôi trong dải ngân hà, vào đến trung tâm của rừng già châu Phi nơi mà họ đã gặp một giống chó có tính người, xuống tận dưới đáy đại dương, và vào cả trong thế giới phép thuật. Nhiều phim dựa trên những truyền thuyết và giả thuyết như Atlantis, thuyết Trái Đất rỗng hay tác phẩm văn học nổi tiếng như Tây Du Ký và Nghìn lẻ một đêm, Những cuộc phiêu lưu của Gulliver. Một số phim có chủ đề khá nghiêm túc, đặc biệt là về việc bảo vệ môi trường và việc ứng dụng các công nghệ mới. Các chuyến phiêu lưu có thể là những cuộc du hành xuyên thời gian, các cuộc chiến tranh vũ trụ, đa vũ trụ hay khám phá những miền đất mới, hành tinh lạ, một thế giới xa xôi nào đó hoặc về lịch sử Nhật Bản. Một số bộ phim dài còn được phát hành đồng thời với những tập phim ngắn đặc biệt về nhóm bạn Nobita hoặc về nhóm Đội quân Doraemon, với thời lượng từ 15 đến 30 phút. Riêng tập Boku, Momotarō no Nan'na no Sa với thời lượng 46 phút, được phát hành riêng.
Các tập phim dài có thể hoàn toàn được làm mới hay xuất phát từ một mẩu chuyện ngắn nào đó. Nhiều bộ phim có cấu trúc gồm một phần ngắn nói về chủ đề của phim thông qua những giấc mơ của Nobita hay một quyển sách cậu đọc được... và phần sau là sự hiện thực hóa những điều tưởng như viễn vông ấy. Kể từ năm 2005, bên cạnh những phim mới còn có những phim cũ được làm lại. Tập phim đầu tiên từ năm 1980 là Nobita no Kyōryū 2006 và gần đây nhất Shin・Nobita no Nippon Tanjō (2016), làm lại từ phiên bản năm 1989. Kể từ khi tác giả Fujiko F. Fujio qua đời, hãng phim Fujiko Pro đã tiếp tục đảm nhận phần nội dung phim. Đến năm 2020, đây là một trong những loạt phim điện ảnh nhiều tập nhất với 40 tập và phim hoạt hình tại Nhật Bản cũng như trên toàn thế giới có nhiều tập phim chính nhất. Một số bộ phim đã được chuyển thể thành trò chơi điện tử như trò chơi Animal Wakusei Densetsu được chuyển thể từ bộ phim Nobita to Animal Planet. Với dự án "Sega=Doraemon", một vài bộ phim dài được Sega chuyển thể thành trò chơi video như Nobita to Midori no Kyojinden DS. Tập phim Nobita to Animal Planet cũng được chuyển thể thành nhạc kịch và được ra mắt ngày 4 tháng 9 đến ngày 14 tháng 9 năm 2008, tập phim này còn là tập phim dài đầu tiên được phát sóng tại Việt Nam vào ngày 7 tháng 12 năm 2012.

## Đón nhận và ảnh hưởng
Loạt phim Doraemon kể từ khi ra đời đã trải qua nhiều thăng trầm. Trong giai đoạn năm 1973, những thiếu sót trong quá trình làm phim đã khiến nó bị đánh giá thấp và không phổ biến với phần lớn người xem và những người hâm mộ bộ truyện gốc. Sau sáu tháng công chiếu, loạt phim này đã chính thức hủy phát sóng. Giai đoạn 1979-2005, các tập Doraemon đều chiếm được tỉ lệ khán giả đón xem rất cao, điều này được cho là một trong động lực lớn thúc đẩy ngành công nghiệp phim hoạt hình Nhật Bản phát triển. Đến ngày 22 tháng 9 năm 2005, TV Asahi đã công bố danh sách Top 100 Anime được bình chọn từ những khán giả Nhật Bản, đây là danh sách 100 loạt phim hoạt hình Nhật Bản và cả những phim hoạt hình nước ngoài như Tom và Jerry, với sáu thể loại: thiếu niên, 20-29 tuổi, 30-39 tuổi, 40-49 tuổi, 50-59 tuổi, 60 tuổi trở lên. Loạt phim Doraemon đã đứng vị trí thứ năm,. Theo một thăm dò trên mạng của TV Asahi sau khi kết quả trên được công bố, loạt phim đứng vị trí thứ năm với 1184 lượt bình chọn, sau Fullmetal Alchemist, Gundam, Dragon Ball và Mahō Sensei Negima!. Loạt phim từ 2005 đến nay cũng thường xuyên đạt những vị trí cao trong bảng xếp hạng của Video Research.
Các tập phim dài thuộc thời kì này cũng đã có những thành công nhất định với nhiều bộ phim có doanh thu cao ngay từ những tuần đầu tiên ra mắt. Tuy đều là các tập phim làm lại nhưng Nobita no Kyōryū (năm 2006) và Shin • Nobita No Uchū Kaitakushi (năm 2009) đều vị thứ 2 trên bảng xếp hạng phim tại Nhật Bản; riêng tập phim Nobita no Shin Makai Daibōken ~Shichinin no Mahō Tsukai (năm 2007) còn vươn lên vị trí cao nhất trong tuần đầu tiên phát hành và trở thành bộ phim hoạt hình có doanh thu cao đứng thứ hai ở Nhật Bản trong năm 2007 với 3,54 tỉ yên, chỉ đứng sau tập phim chủ đề thứ 10 về Gekijōban Pocket Monsters Diamond & Pearl: Dialga vs. Palkia vs. Darkrai. Vào năm 2008, bộ phim dài Nobita to Midori no Kyojinden đứng đầu bảng xếp hạng phim trong ba tuần. Nó cũng được đề cử cho giải thưởng Anime của năm của Viện hàn lâm Nhật Bản nhưng không đoạt giải, thay vào đó là bộ phim Gake no Ue no Ponyo. Tại Nhật Bản, Nobita no Ninkyo Daikaisen đã trở thành phim ăn khách nhất ngay trong tuần đầu ra mắt, đánh bại Avatar giữ vị trí này suốt 9 tuần đầu năm 2010.

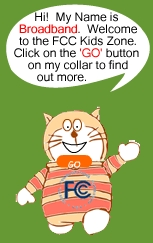
Nhân vật Broadband từ Ủy ban Truyền thông Liên bang

Doraemon là một trong những loạt anime truyền hình dài nhất, tính theo số lượng tập, chỉ đứng sau Sazae-san - một loạt phim phát sóng từ ngày 5 tháng 10 năm 1969 trên kênh Fuji TV. Ngày 10 tháng 2 năm 1995, ba tuần sau trận động đất Kobe khiến hơn 6.000 người thiệt mạng, 300.000 người mất nhà cửa, để khích lệ những đứa trẻ ở đây, một rạp chiếu phim đã mở cửa miễn phí cho các em vào xem và bộ phim được họ chọn chiếu là một phim hoạt hình dài Doraemon. Loạt phim đã góp phần đưa hình tượng chú mèo máy đến với toàn thế giới, giúp cậu trở thành nhân vật hoạt hình duy nhất trong số 22 nhân vật nổi bật của châu Á (Asian Heroes) trong một bài báo có tựa đề The Cuddliest Hero in Asia (Anh hùng đáng yêu nhất ở châu Á) do tạp chí TIME bầu chọn. Tháng 3 năm 2008, chính phủ Nhật Bản đã chọn Doraemon là Đại sứ hoạt hình chính thức của Nhật Bản trong một buổi lễ do đích thân Ngoại trưởng Nhật Bản Komura Masahiko chủ trì. Năm 2005, Doraemon là tác phẩm được Hội Nhật Bản tại New York lựa chọn để đại diện cho văn hóa otaku Nhật Bản trong cuộc triển lãm Little Boy: The Arts of Japan's Exploding Subculture do nghệ sĩ Murakami Takashi chủ trì. Theo Murakami, cốt truyện của Doraemon là đại diện tiêu biểu cho tâm lý "hiện thực hóa giấc mơ" tại Nhật Bản vào thập niên 1970 khi cuộc cách mạng về điện tử mở ra cho mọi người ý tưởng về việc giải quyết mọi rắc rối bằng máy móc thay vì phải bằng sức lao động hoặc sử dụng trí thông minh. Một cuộc thăm dò được Oricon công bố ngày 14 tháng 4 năm 2008 với đối tượng là những người hâm mộ hoạt hình Nhật Bản theo câu hỏi Bạn muốn trở thành nhân vật anime nào nhất?, theo đó nhân vật Doraemon đứng ở vị trí thứ hai, sau Son Goku (Dragon Ball) còn Nobita đứng thứ tư sau Monkey D. Luffy (One Piece). Doraemon gây được ảnh hưởng lên một số chương trình truyền thông ở Hoa Kỳ. Nhân vật Broadband của Ủy ban Truyền thông Liên bang khá giống Doraemon, điều này đã dẫn đến một số rắc rối xung quanh vấn đề bản quyền giữa Shogakukan với Ủy ban này.

## Sản xuất

### Phát sóng
Kể từ khi công chiếu, khung giờ phát sóng của bộ phim đã có nhiều thay đổi. Từ năm 1973 đến năm 1981 bộ phim phát sóng vào chủ nhật và nhiều lần được điều chỉnh khung giờ phát sóng. Từ ngày 14 tháng 4 năm 1989 đến ngày 6 tháng 9 năm 2019, loạt phim được chiếu cố định vào ngày thứ sáu từ 19:00 đến 19:30. Từ ngày 5 tháng 10 năm 2019 phát sóng vào thứ bảy lúc 17:00 đến 17:30 (từ 15:00 đến 15:30 theo giờ Việt Nam).
| Loạt phim chiếu hàng ngày Thời lượng: 10 phút |                           |                                                  |
| Khoảng thời gian                              | Ngày phát sóng trong tuần | Thời gian phát sóng Tính theo Giờ chuẩn Nhật Bản |
| 2 tháng 4, 1979 - 23 tháng 9, 1981            | Thứ hai đến Thứ bảy       | 18:50 - 19:00                                    |
| Loạt phim chiếu hàng tuần Thời lượng: 30 phút |                           |                                                  |
| Khoảng thời gian                              | Ngày phát sóng trong tuần | Thời gian phát sóng Tính theo Giờ chuẩn Nhật Bản |
| 1 tháng 4 năm 1973 - 30 tháng 9, 1973         | Chủ nhật                  | 19:00 - 19:30                                    |
| 8 tháng 4 năm 1979 - 30 tháng 3 năm 1980      | Chủ nhật                  | 8:30 - 9:00                                      |
| 6 tháng 4, 1980 - 27 tháng 9 năm 1981         | Chủ nhật                  | 9:30 - 10:00                                     |
| 2 tháng 10, 1981 - 9 tháng 10 năm 1987        | Thứ Sáu                   | 19:00 - 19:30                                    |
| 23 tháng 10, 1987 - 31 tháng 3 năm 1989       | Thứ Sáu                   | 18:50 - 19:20                                    |
| 14 tháng 4, 1989 - 18 tháng 3 năm 2005        | Thứ Sáu                   | 19:00 - 19:30                                    |
| 15 tháng 4, 2005 - 6 tháng 9 năm 2019         | Thứ Sáu                   | 19:00 - 19:30                                    |
| 5 tháng 10, 2019 - nay                        | Thứ Bảy                   | 17:00 - 17:30                                    |

### Diễn viên lồng tiếng
Trong giai đoạn năm 1973, lực lượng diễn viên lồng tiếng (seiyū) cho phim Doraemon khá đông đảo. Nhân vật Doraemon do Tomita Kōsei (tập 1 - tập 26) và Nozawa Masako (tập 27 - tập 52) lồng tiếng, Ōta Yoshiko lồng tiếng cho Nobita, Ebisu Masako lồng tiếng cho Shizuka, Yashiro Shun lồng tiếng cho Suneo, Kimotsuki Kaneta lồng tiếng cho Jaian. Sau khi loạt phim này bị hủy phát sóng, một số seiyū được hãng TV Asahi mời tiếp tục lồng tiếng cho phim trong giai đoạn 1979 - 2005. Trong loạt phim mới, Kimotsuki Kaneta được chọn làm diễn viên lồng tiếng Suneo, Ohara Noriko vốn lồng tiếng cho nhân vật mẹ Nobita được chọn để lồng tiếng cho Nobita, Hori Junko vốn lồng tiếng cho Gatchako (một rôbôt trong phim) được chọn lồng tiếng cho vai mẹ Suneo. Từ năm 1979 đến năm 2005, diễn viên lồng tiếng cho năm nhân vật chính và một số nhân vật khác trong phim Doraemon vẫn không thay đổi. Chỉ sau lễ kỉ niệm 25 năm của loạt phim 1979 - 2005, các seiyū cũ mới ngừng làm việc. Để thay thế họ, vào ngày 13 tháng 3 năm 2005, hãng truyền hình TV Asahi đã công bố các seiyū mới:
| Nhân vật  | Diễn viên lồng tiếng loạt phim 1979 | Diễn viên lồng tiếng loạt phim 2005 | Nhân vật                     | Diễn viên lồng tiếng loạt phim 1979 | Diễn viên lồng tiếng loạt phim 2005 |
| --------- | ----------------------------------- | ----------------------------------- | ---------------------------- | ----------------------------------- | ----------------------------------- |
| Doraemon  | Ōyama Nobuyo                        | Mizuta Wasabi                       | Thầy giáo                    | Tanaka Ryōichi                      | Takagi Wataru                       |
| Nobita    | Ohara Noriko                        | Ōhara Megumi                        | Người hàng xóm cạnh sân bóng | Watabe Takeshi                      | Hōki Katsuhisa                      |
| Shizuka   | Nomura Michiko                      | Kakazu Yumi                         | Mẹ Shizuka                   | Matsubara Masako                    | Orikasa Ai                          |
| Jaian     | Tatekabe Kazuya                     | Kimura Subaru                       | Mẹ Jaian                     | Aoki Kazuyo                         | Takeuchi Miyako                     |
| Suneo     | Kimotsuki Kaneta                    | Seki Tomokazu                       | Mẹ Suneo                     | Yokoo Mari                          | Takayama Minami                     |
| Dorami    | Yokozawa Keiko                      | Chiaki                              | Bố Suneo                     | Katō Osamu                          | Tanaka Hideyuki                     |
| Mẹ Nobita | Chijimatsu Sachiko                  | Mitsuishi Kotono                    | Bố Nobita                    | Naka Yōsuke                         | Matsumoto Yasunori                  |
| Sewashi   | Ōta Yoshiko                         | Matsumoto Sachi                     | Jaiko                        | Aoki Kazuyo                         | Yamazaki Vanilla                    |
| Dekisugi  | Shirakawa Sumiko                    | Hagino Shihoko                      |                              |                                     |                                     |

### Nhạc phim
Nhiều ca khúc đã được sử dụng trong các giai đoạn khác nhau của loạt phim. Trong số đó, ca khúc Doraemon no uta (ドラえもんのうた, Bài hát Doraemon) được trình diễn lâu nhất. Cho đến nay, nhiều bản nhạc phim của bộ phim cũng được phát hành, bao gồm những album hoặc các đĩa đơn tập hợp những bài hát được sử dụng trong loạt phim, nhạc phim của những bộ phim hoạt hình dài. Năm 2009, album Doraemon TV Soundtrack Collection được phát hành, tập hợp những ca khúc mở đầu và kết thúc của loạt phim trong suốt 30 năm phát sóng trên TV Asahi (1979 - 2009). Bên cạnh đó cũng có nhiều đĩa đơn được chọn làm soundtrack của phim như YUME Biyori, Aa Ii na! hay Te o Tsunagō.

#### Bài hát mở đầu
Trong giai đoạn 1973, bài hát Doraemon no uta do Yamano Satoko trình bày và Doraemon do Naitoh Harumi trình bày đều được chọn làm nhạc mở đầu cho phim. Trong khoảng thời gian từ năm 1979 đến năm 2005, bài hát mở đầu mỗi tập phim Doraemon vẫn là Doraemon no uta với năm lượt biểu diễn qua các thời kì:
- Trục trặc khi nghe? Xem hướng dẫn.

| #  | Người biểu diễn | Ngày bắt đầu       | Ngày kết thúc        |
| -- | --------------- | ------------------ | -------------------- |
| 1. | Ōsugi Kumiko    | 2 tháng 4 năm 1979 | 2 tháng 10 năm 1992  |
| 2. | Yamano Satoko   | 9 tháng 10, 1992   | 20 tháng 9 năm 2002  |
| 3. | Tokyo Purin     | 4 tháng 10, 2002   | 11 tháng 11 năm 2003 |
| 4. | Watanabe Misato | 18 tháng 4, 2003   | 23 tháng 4 năm 2004  |
| 5. | AJI             | 30 tháng 4, 2004   | 18 tháng 3 năm 2005  |

Trong loạt phim từ 2005 đến nay, có thêm những bài hát mở đầu và ca sĩ trình bày mới. Bài Doraemon no Uta do nhóm nhạc nữ Trung Quốc 12 Girls Band trình bày được sử dụng từ ngày 15 tháng 4 năm 2005 (tập 1) đến ngày 21 tháng 10 năm 2005 (tập 24). Ca khúc thứ hai Hagusichao do Natsukawa Rimi biểu diễn được chọn trình chiếu từ ngày 28 tháng 10 năm 2005 (tập 25) đến ngày 20 tháng 4, năm 2007 (tập 86). Bài hát cuối cùng được phát sóng từ ngày 11 tháng 5 năm 2007 (tập 87) và vẫn được sử dụng đến hiện tại có tên Yume wo Kanaete Doraemon do MAO trình bày. Từ ngày 26 tháng 4 năm 2013, loạt phim không có bài hát mở đầu. Có hai bài hát được sử dụng trong những buổi phát sóng của loạt phim hàng ngày, trong đó ca khúc đầu tiên giống bài hát đầu của loạt phim hàng tuần - bài Doraemon no Uta do Ōsugi Kumiko biểu diễn được sử dụng từ ngày 2 tháng 4 năm 1979 đến ngày 29 tháng 9 năm 1979. Bài thứ hai mang tên Boku Doraemon trình bày bởi Oyama Nobuyo, Koorogi '73 được dùng từ ngày 1 tháng 10 năm 1979 đến ngày 26 tháng 9 năm 1981.

#### Bài hát kết thúc
Trong giai đoạn 1973, bài hát kết thúc của mỗi tập phim là Doraemon Rumba do Naitoh Harumi trình bày. Từ năm 1979 đến năm 2005, đã có nhiều bài hát kết thúc do nhiều ca sĩ khác nhau trình bày, trong đó có cả những ca khúc do Ōyama Nobuyo - diễn viên lồng tiếng cho Doraemon thể hiện:
| #   | Tên bài hát                 | Người biểu diễn           | Ngày bắt đầu         | Ngày kết thúc       |
| --- | --------------------------- | ------------------------- | -------------------- | ------------------- |
| 1.  | Aoi Sora wa Pocket sa       | Oosugi Kumiko             | 8 tháng 4 năm 1979   | 27 tháng 9 năm 1981 |
| 2.  | Maru-gao no Uta             | Ōyama Nobuyo              | 2 tháng 10, 1981     | 30 tháng 3 năm 1984 |
| 3.  | Santa Claus wa Doko no Hito | Ōyama Nobuyo              | 18 tháng 11 năm 1983 | 30 tháng 12, 1983   |
| 4.  | Boku-tachi Chikyuu-jin      | Horie Mitsuko             | 6 tháng 4, 1984      | 8 tháng 4 năm 1988  |
| 5.  | Aozora-tte Iina             | Horie Mitsuko             | 15 tháng 4, 1988     | 2 tháng 10 năm 1992 |
| 6.  | Ashita mo Tomodachi         | Nishiwaki Yui             | 9 tháng 10, 1992     | 7 tháng 4 năm 1995  |
| 7.  | Boku Doraemon 2112          | Oyama Nobuyo, Koorogi '73 | 14 tháng 4, 1995     | 20 tháng 9 năm 2002 |
| 8.  | Mata Aeru Hi Made           | Yuzu                      | 4 tháng 10, 2002     | 11 tháng 4 năm 2003 |
| 9.  | Tanpopo no Uta              | The Alfee                 | 18 tháng 4, 2003     | 4 tháng 10 năm 2003 |
| 10. | YUME Biyori                 | Shimatani Hitomi          | 10 tháng 10, 2003    | 28 tháng 5 năm 2004 |
| 11. | Aa Ii na!                   | W                         | 4 tháng 6, 2004      | 18 tháng 3 năm 2005 |

Trong loạt phim từ 2005 đến nay, có thêm bài hát kết thúc mới được sử dụng mang tên Odore Dore Dora Doraemon Ondo do chính diễn viên lồng tiếng cho Doraemon, Mizuta Wasabi trình bày. Bài hát này cùng ca khúc Yume wo Kanaete Doraemon đã được phát hành vào năm 2007 trong album cùng tên. Bài hát kết thúc được sử dụng cho loạt phim hàng ngày bao gồm: Doraemon Ekaki-uta của Ōyama Nobuyo, Doraemon Ondo của Ōyama Nobuyo, Koorogi '73 và Dorami-chan Ekaki-uta của Yokozawa Keiko.

### Biểu trưng
Các biểu trưng cho loạt phim được cách điệu điệu từ chữ Doraemon với những chiếc chân tròn của nhân vật Doraemon, đôi mắt trên chữ ド (do) và chiếc chuông nhỏ màu vàng trên chữ え (e). Hình dáng, màu sắc và khoảng cách giữa các chữ trên biểu trưng cũng có nhiều thay đổi theo từng giai đoạn.

## Truyền hình quốc tế
Kể từ năm 1979 đến nay, các tập phim ngắn cũng như các bộ phim dài Doraemon đã được ra mắt tại nhiều quốc gia thuộc nhiều châu lục trên thế giới. Phim lần đầu tiên được ra mắt ở nước ngoài vào năm 1982 tại Hồng Kông, Thái Lan, Ý và một số nước Nam Mỹ, sau đó đến nhiều nước khác như Nga (1990), Trung Quốc (1989), Ấn Độ (1991), Indonesia (1991), các nước Đông Á, Đông Nam Á, châu Âu và Trung Đông. Đặc biệt, loạt phim đã được trình chiếu trên rất nhiều kênh ở các địa phương thuộc Tây Ban Nha như TV3, K3, Boomerang, Telemadrid, Canal Sur, Canal Sur 2, 7RM, TV Canaria, RTPA, TVG, IB3, Canal 9 và ETB. Vào ngày 14 tháng 11 năm 2008, Viz Media đã trình chiếu phim Chú khủng long của Nobita với phiên bản gốc Nhật kèm phụ đề tiếng Anh tại Washington D.C., ghi dấu sự xuất hiện của Doraemon tại Hoa Kỳ.
Từ giai đoạn từ năm 2005 đến nay, loạt phim được phát sóng trên nhiều kênh truyền hình quốc gia như TVB của Hồng Kông, Televicentro (Kênh 2) của Nicaragua, Canal Sur 2 và Canal Sur của Tây Ban Nha, TV9 của Malaysia hay MediaCorp TV12 okto của Singapore. Phim còn được trình chiếu trên kênh Nickelodeon Đông Nam Á tại nhiều quốc gia, gồm Malaysia, Singapore, Philippines và Indonesia. Loạt phim này cũng được dự kiến ra mắt trên kênh ABC Television ở Úc vào ngày 3 tháng 9 năm 2010 (sinh nhật của Doraemon), dựa vào phiên bản tiếng Anh đã được chiếu ở Singapore của kênh Nickelodeon.